# Álvaro Bely
Álvaro Bely Medina (Córdoba, 21 marzo 1994) è un calciatore argentino, centrocampista del Bălți.

## Carriera

### Club
Dopo gli inizi nel Las Palmas, club della sua città natale, nel 2016 si trasferisce al Dragón, formazione salvadoregna con cui esordisce anche nella CONCACAF Champions League.
L'anno successivo si trasferisce in Perù, vestendo le maglie di Sport Boys e Serrato Pacasmayo. Dopo un'esperienza brasiliana con la maglia del Linense, nel 2021 approda in Europa, firmando per la formazione moldava del Bălți.

## Palmarès

### Club

#### Competizioni nazionali
- Segunda División: 1

Sport Boys: 2017